# Helling van Heist-op-den-Berg
De Helling van Heist-op-den-Berg is de enige helling in de Belgische provincie Antwerpen die is opgenomen in de Cotacol Encyclopedie met de 1.000 zwaarste beklimmingen van België. Vooral het laatste deel van de klim, met name de bocht die naar het kerkplein leidt, is pittig met een stijging van 14 %.

## Wielrennen
De helling werd vroeger weleens opgenomen in de Scheldeprijs. Omdat ze vroeg in de wedstrijd lag was ze nooit van invloed op het wedstrijdverloop. In de jaren 50 van de twintigste eeuw werd ze ook weleens beklommen in Dwars door België toen dit in die jaren een meerdaagse wedstrijd was. De helling lag dan in de 2e etappe tussen Eisden en Waregem. De Heistse Pijl is een manche in de Napoleon Games Cycling Cup. De Heistse berg ligt er op het lokale circuit op slechts 1 kilometer van de finish.